# Peugeot Type 76
La Peugeot Type 76 est un modèle d'automobile produit par le constructeur français Peugeot en 1905. Le premier modèle de Peugeot était destiné à la classe moyenne. En 1913, Peugeot construit la moitié des automobiles françaises.